# Штајнхајм ан дер Мур
Штајнхајм ан дер Мур (њем. Steinheim an der Murr) град је у њемачкој савезној држави Баден-Виртемберг. Једно је од 39 општинских средишта округа Лудвигсбург. Према процјени из 2010. у граду је живјело 12.012 становника. Посједује регионалну шифру (AGS) 8118070.

## Географски и демографски подаци
Штајнхајм ан дер Мур се налази у савезној држави Баден-Виртемберг у округу Лудвигсбург. Град се налази на надморској висини од 200 метара. Површина општине износи 23,2 km². У самом граду је, према процјени из 2010. године, живјело 12.012 становника. Просјечна густина становништва износи 518 становника/km².

## Међународна сарадња
| Мјесто | Држава   | Врста сарадње | Од    |
| ------ | -------- | ------------- | ----- |
| Шарвар | Мађарска | партнерство   | 1990. |
| Извор  |          |               |       |